# ياد فاشيم

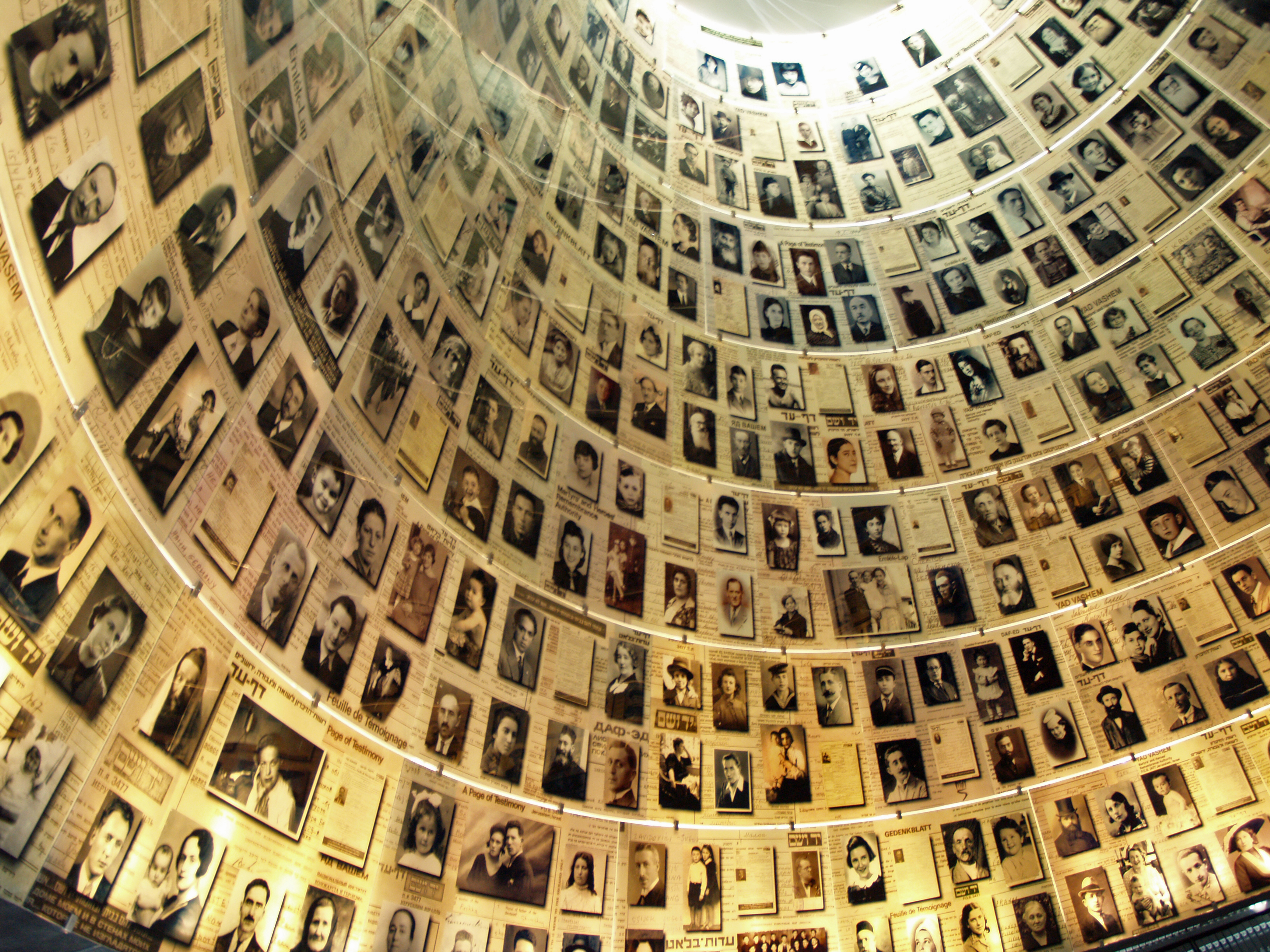
قاعة الأسماء تحوي كتباً عن كل الذين هلكوا في المحرقة.

ياد ڤاشيم (بالعبرية: יָד וָשֵׁם) هي مؤسسة إسرائيلية رسمية أقيمت في 1953 بموجب قرار الكنيست الإسرائيلي كمركز أبحاث في أحداث الهولوكوست (المحرقة اليهودية، أي إبادة اليهود خلال الحرب العالمية الثانية) ولتخليد ذكر ضحاياها.
يقع مركز مؤسسة «ياد فاشيم» على جبل هرتسل في الجزء الغربي من مدينة أورشليم القدس، وهو عبارة عن مجمع يحتوي على متاحف ومعارض، معاهد التعليم والأبحاث ولأنصاب التذكارية. ومن دائرات المركز: متحف يعرض أحداث الهولوكوست، أبرز الوثائق والصور التاريخية، أفلام تاريخية وأفلام تعرض شهادات عيان، أرشيف يشمل 62 مليون وثيقة تاريخية و300 ألف صور متعلقة بأحداث الهولوكوست تم جمعها منذ إنشاء المؤسسة، مكتبة تشمل على 112 ألف من الكتب والمجلات بلغات مختلفة، مدرسة خاصة بتعليم أحداث الهولوكوست وتداعياته، معهد أبحاث دولي، دار لنشر أبحاث والعديد من الأنصاب لإحياء ذكر ضحايا النازيين وحلفائهم، المجتمعات اليهودية المبيدة وأنصار الشعب اليهودي، أي غير اليهود الذين عملوا من أجل إنقاذ اليهود المهددين بالقتل.
تم اختيار اسم «ياد ڤاشيم» نسبة إلى تعبير في سفر إشعيا (الإصحاح 56؛ الآية 5): «إني أعطيهم في بيتي وفي أسواري نصباً واسماً». «نصب واسم» هي الترجمة إلى العربية لتعبير «ياد ڤاشيم» الواردة في النسخة العبرية الأصلية لسفر إشعيا.

## تخطيط
ياد فاشيم في الحرم الجامعي الذي صممه سفيديا
الداخلية لمتحف تاريخ الهولوكوست، وممر رئيسي يربط الثلاثي صالات المتحف.
التاريخ متحف المحرقة الجديدة، فتحت مارس 2005، هو بنية المنشور مثل الثلاثي. ومن 180 مترا، في شكل سبانك، الذي يمر مباشرة من خلال الجبال. مصنوعة جدرانه صارخ من الخرسانة المسلحة، ويغطي مساحة تزيد على 4200 متر مربع، ومعظمها تحت الأرض. على حافة العلوي من العمود هو كوة، جاحظ من خلال حافة الجبل.
تصميم مرفق يعزز قصة وصور للمتحف، ومثير للإعجاب في حد ذاتها. أدخل زوار المتحف بالقرب من مستوى سطح الأرض. السماء والشمس مرئية بسهولة من خلال كوة. مدخل يتميز الفيلم والصور التي تصور مشاهد من احتفال اليهود والسعادة في أوروبا قبل وقوع المحرقة. المشي بعيدا عن مدخل والزوار المضي قدما من خلال معرض يضم مختلف الفصول والبنود وقصص من المحرقة. قاعة يخرج من التلال، مما يسمح للزوار نهج نافذة كبيرة وشرفة. ضوء مرئيا مرة أخرى، فضلا عن عرض مذهل من القدس.
هناك صالات العرض 10، كل منها مخصص لفصل مختلفة في تاريخ المحرقة. وخلافا للمعرض في المتحف القديم الذي كان يتألف أساسا من الصور الفوتوغرافية، والمعرض الجديد هو عرض الوسائط المتعددة التي تضم التحف الشخصية التبرع بها لياد فاشيم من قبل الناجين من المحرقة، وأسر الذين لقوا حتفهم والمتاحف والمواقع المحرقة التذكاري في جميع أنحاء العالم. ومن المقرر ان يعرض في الترتيب الزمني، مع شهادات والتحف إبراز القصص الفردية المستخدمة لتسليط الضوء على السرد التاريخي.

## الغايات والأهداف
- التعليم:
  - تعمل المدرسة الدولية للدراسات المحرقة [2]
  - تقديم دورات التطوير المهني للمعلمين في كل من إسرائيل وأنحاء العالم
  - وضع برامج سن الدراسة المناسبة والمناهج والمواد التعليمية لكل من المدارس الإسرائيلية والأجنبية من أجل تعليم الطلاب من جميع الأعمار عن المحرقة
  - إقامة المعارض حول المحرقة
  - تدريس المحرقة لعامة الناس
- وثائق:
  - جمع أسماء ضحايا المحرقة. قاعدة البيانات المركزية من المحرقة أسماء الضحايا تتولى حاليا 3800000 أسماء ضحايا المحرقة، كل شيء على الإنترنت للوصول. ياد فاشيم يزال مشروعها لجمع أسماء الضحايا اليهود من الوثائق التاريخية والذكريات الفردية. [3]
  - جمع الصور والوثائق والموارد بشأن المحرقة. بيت ياد فاشيم المحفوظات نحو 130 مليون صفحة من الوثائق ذات الصلة المحرقة وأكثر من 385,000 الصور.
  - جمع صفحة من الشهادات إحياء ذكرى الضحايا اليهود للمحرقة، [4] ياد فاشيم حتى الآن جمع 2100000 صفحة من الشهادات.
  - تسجيل شهادات الناجين. قسم التاريخ الشفوي من المحفوظات ياد فاشيم بعض المنازل حاليا 101,000 الصوت والفيديو والشهادات المكتوبة
- إحياء ذكرى
  - الحفاظ على الذاكرة وأسماء ستة ملايين يهودي قتلوا خلال المحرقة والعديد من المجتمعات اليهودية التي دمرت خلال ذلك الوقت
  - عقد مراسم لإحياء ذكرى وذكرى
- البحوث والمنشورات:
  - إجراء وتشجيع ودعم البحوث بشأن المحرقة
  - تشجيع الطلاب والعلماء الشباب لبحث المحرقة
  - تطوير وتنسيق الندوات وورش العمل والمؤتمرات الدولية وتنفيذ مشاريع علمية
  - نشر البحوث وجعلها متاحة لعامة الناس
  - نشر مذكرات ووثائق والبومات واليوميات المتصلة المحرقة
  - الصالحين بين الأمم
  - تكريم غير اليهود الذين خاطروا بحياتهم من أجل إنقاذ اليهود خلال المحرقة. منذ 1960s لقب الصالحين بين منحت للأمم المتحدة لأكثر من 23000 شخص.

## متحف
رأي القدس للغابات على الخروج من التاريخ ياد فاشيم في متحف المحرقة.
في عام 1993، قرر معهد ياد فاشيم لبناء أكبر متحف ليحل محل واحد بنيت خلال 1960s. وكان ذلك في استجابة للحاجة إلى توفير وسيلة مجدية لاحياء ذكرى المحرقة في ظل التقدم التكنولوجي في الألفية الجديدة، في حين ربط الأجيال الشابة، التي سيكون من مسؤولية لتمرير على إرث من إحياء ذكرى محرقة اليهود. التاريخ متحف المحرقة الجديدة هو أكبر متحف المحرقة في العالم. وهو منحوت في جبل لإحياء ذكرى ومصممة لتحكي قصة المجتمع اليهودي الأوروبي خلال المحرقة. يتكون من ممر طويل متصلة صالات العرض 10، كل فصل مكرس لمختلف المحرقة، ومتحف يحكي قصة الهولوكوست من منظور يهودي. متحف يجمع بين القصص الشخصية لضحايا المحرقة والناجين 90 ويعرض ما يقرب من 2500 البنود الشخصية بما في ذلك الأعمال الفنية والرسائل التي تبرعت بها الناجين وغيرهم. في نهاية متحف التاريخ المحرقة هي قاعة للأسماء، ونصب تذكاري لليهود 6000000 الذين قضوا في المحرقة. وتتكون القاعة الرئيسية من اثنين من المخاريط: 1001 متر ارتفاع، مع مخروط متبادلة جيدا مثل المحفورة في الصخر تحت الأرض، وقاعدتها مملوءة بالماء. على مخروط العلوي هو العرض يضم 600 صور لضحايا المحرقة وأجزاء من الصفحات من الشهادات. وتنعكس هذه في المياه في الجزء السفلي من انخفاض مخروط، ذكرى هؤلاء الضحايا الذين أسماء لا تزال مجهولة. المحيطة منصة دائرية هو مستودع، والإسكان والصفحات نحو 2.2 مليون شهادة تم جمعها حتى الآن، مع المساحات الفارغة لتلك بعد أن قدمت غرفة مقابل ستة ملايين في جميع الصفحات. المرفقة هي منطقة الدراسة مع مصرف بيانات محوسبة وأين يمكن أداؤها الأسماء على قاعدة بيانات مركزية من المحرقة الضحايا عمليات البحث على الإنترنت من أسماء ضحايا المحرقة.
المرفقة هي منطقة الدراسة مع مصرف بيانات محوسبة أين يمكن أداؤها الأسماء على قاعدة بيانات مركزية من المحرقة الضحايا عمليات البحث على الإنترنت من أسماء ضحايا المحرقة. الوصول إلى قاعدة بيانات مركزية من المحرقة أسماء الضحايا هي أيضا متاحة على شبكة الإنترنت على موقع ياد فاشيم.
منذ 1950s، ياد فاشيم وجمعت ما يقرب من 46000 الصوت والفيديو والشهادات المكتوبة التي الناجين من المحرقة، كما الناجين والسن هي بداية لتصبح أقل النقالة، وتوسيع البرنامج لزيارة الناجين في منازلهم لمقابلات الشريط.
في 15 مارس 2005، والتفاني من جديد ياد فاشيم متحف التاريخ المحرقة في القدس، إسرائيل أخذت مكان. بناء تصميم ومثيرة للإعجاب من قبل الكندية المشهود الإسرائيلي مهندس العالم، موشيه سفيديا. زعماء من 40 دولة والرئيس السابق الأمين العام لل أمم المتحدة كوفي عنان وحضر افتتاح المحرقة متحف التاريخ. رئيس إسرائيل موشيه كاتساف قال إن المتحف الجديد بمثابة «على الصوة هامة للبشرية جمعاء، معلما أن يحذر كيف قصيرة المسافة بين الكراهية والقتل، وبين العنصرية والإبادة الجماعية.» [5]
أساس ياد فاشيم بواسطة النحت عرض Bezem نفتالي، إيلانا غور، ميشلسن ليا، رابوبورت ناثان، موشيه سفيديا، Saktsier بوريس، زهرة كاتس، شوارتز Buky، Selinger شلومو، وSwergold مارسيل.

## معرض صور

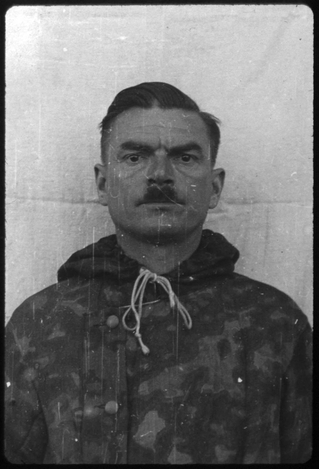
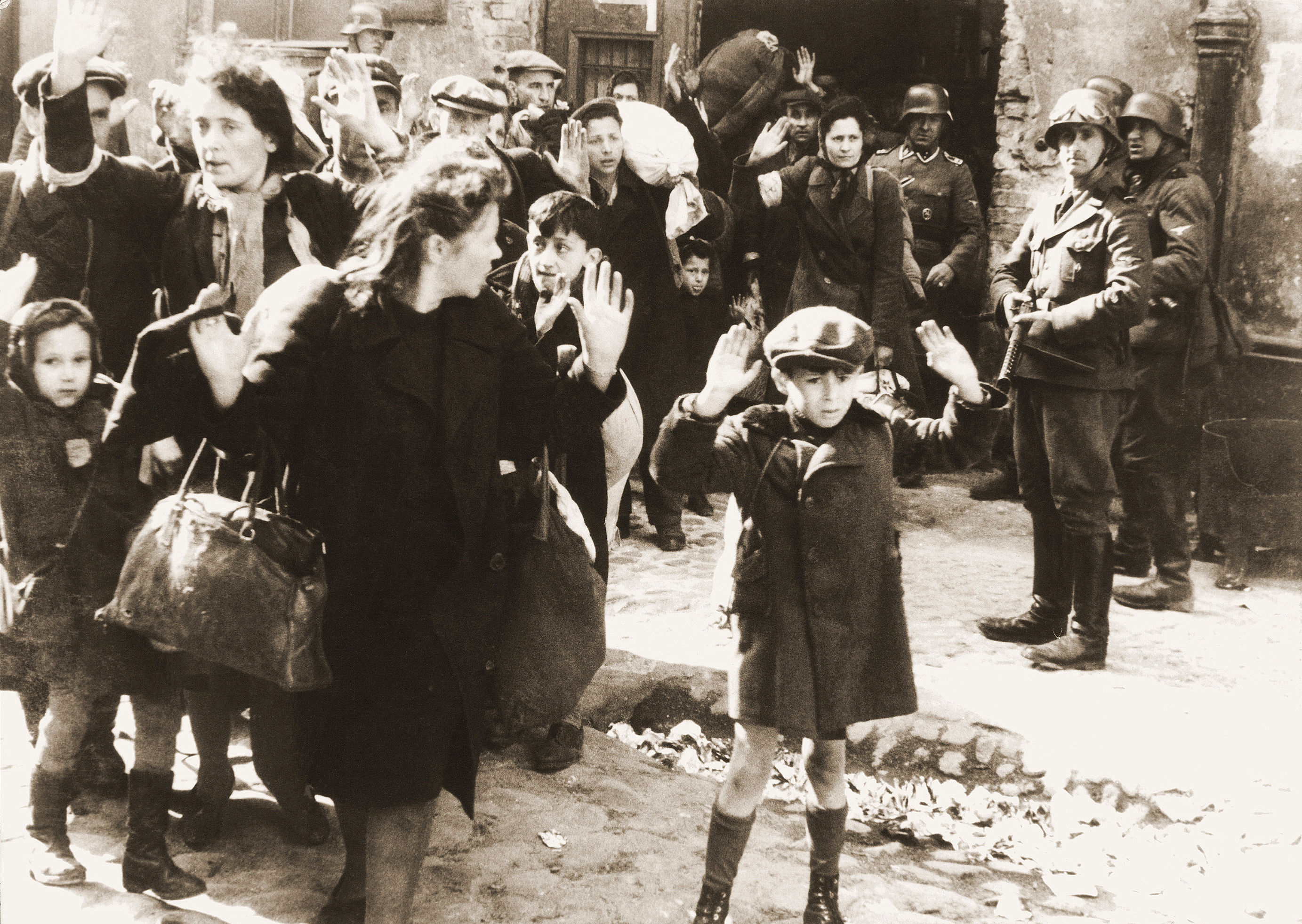
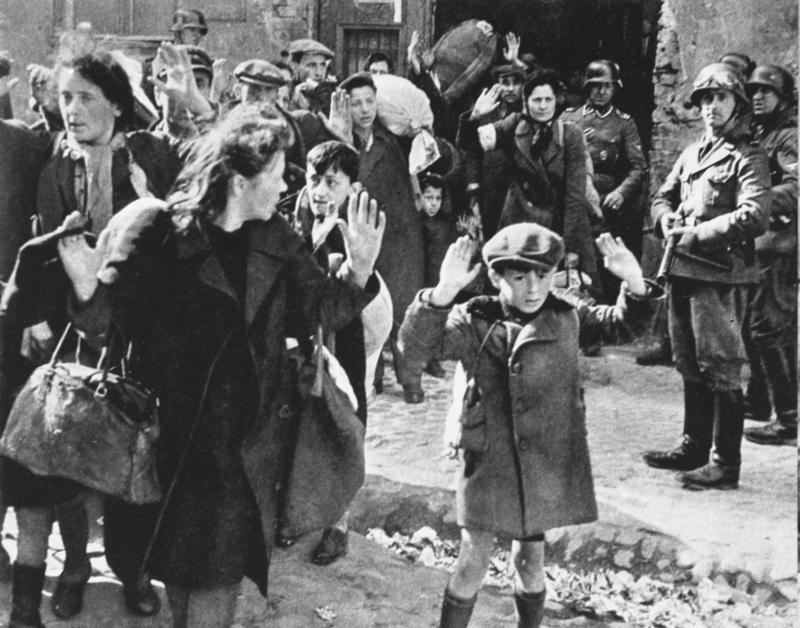